# Sant'Albano Stura
Sant'Albano Stura är en ort och kommun i provinsen Cuneo i regionen Piemonte i Italien. Kommunen hade 2 365 invånare (2018).